# Голубянка Филипьева
Голубянка Филипьева (лат. Celastrina filipjevi) — бабочка из семейства голубянок из рода Celastrina. Раннее относилась к отдельно выделяемому олиготипному роду Maslowskia и к роду Neolycaena. Эндемик Приморья.

## Название
Видовое название дано в честь Ивана Николаевича Филипьева (1889—1938) — русского и советского зоолога, энтомолога, гельминтолога, одного из основоположников фитогельминтологии.

## Описание
Размах крыльев 27—32 мм. У самца окраска верхней стороны крыльев серовато-синяя, по краю с узкой чёрной каймой около 1 мм. Самки сверху серовато-бурые с бело-голубым металлическим пятном на передних крыльях и с более широкой чёрной краевой каймой, расширенной близ вершины крыла, продолжающейся вдоль костального края. На нижней стороне крылья у обоих полов светло-серого цвета, с голубым налетом у корней; на передних и задних крыльях выражен чёрный рисунок: дискальные штрихи, внешний и обычно подкраевой ряд угловатых пятен и точек.

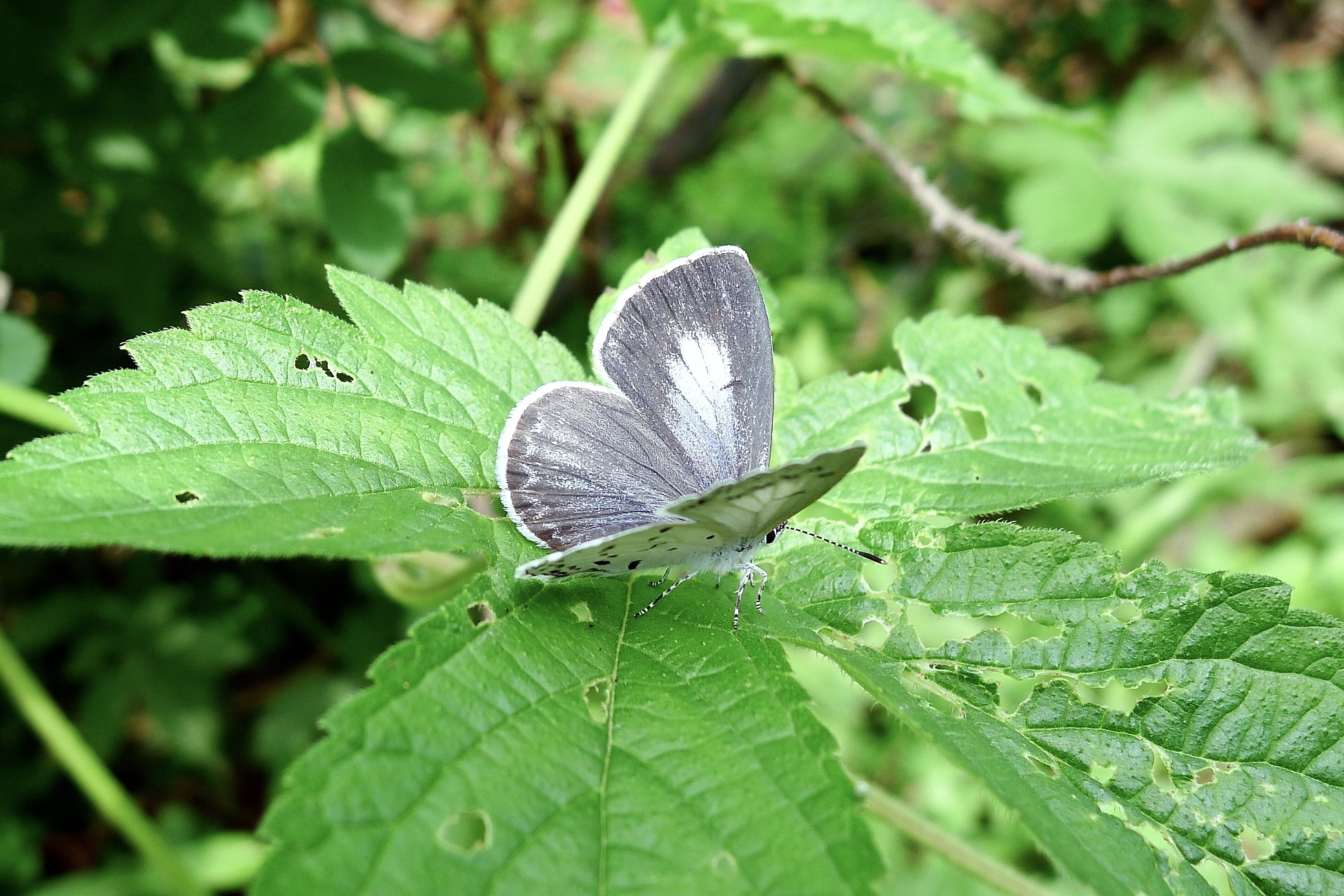
Самка. Ботанический сад-институт ДВО РАН, Владивосток

Взрослая гусеница длиной до 15 мм, зелёная. Спинка бледно-бирюзовая с тремя продольными жёлто-зелёными линиями. Линия около дыхалец серовато-жёлтая. Тело полностью покрыто светлыми волосками. Голова тёмная. Грудные ноги светлые с бурыми коготками. Окукливание с мая по начало июня.
Куколка длиной до 10 мм, зелёная с более бледными брюшными сегментами. Дыхальца дымчатые. Тело покрыто редкими светлыми волосками. Развивается за 9—19 дней.

## Ареал и экология
Встречается на юге Приморского края (долина реки Артёмовка, дендрарий села Горнотаёжное, ботанический сад Владивостока, места высадки кормового растения принсепии китайской в Уссурийском заповеднике и другие узколокальные стации). Ю. П. Коршунов указывает также прилегающие районы Китая.
Обитает исключительно в долинных смешанных лесах и кустарниковых зарослях по берегам рек.

## Время лёта
Два поколения в год. Первое поколение — с конца июня до середины июля, второе — с конца июля по сентябрь.

## Размножение
Самки первого поколения откладывают яйца на молодые веточки у основания черешков листьев, на черешки и сами листья. Самки второго поколения — на стволики, под кору и на ветви. В кладке 1—10 яиц, расположенных по одному, или по 2—5 вместе. Яйца, отложенные имаго второго поколения, зимуют. Гусеницы выходят в середины по конец апреля, в апреле-мае питаются свежими развертывающимися листьями, затем встречаются с конца июля по начало августа. Куколки прикрепляются снизу к неповрежденным листьям кормового растения.

## Кормовое растение
Монофаг. Кормовое растение гусениц — кустарник принсепия китайская (Prinsepia sinensis) из семейства Розовые, занесённый в Красную Книгу России со статусом редкости 2 — сокращающийся в численности.

## Численность
Количественные учёты не проводились. По косвенным данным, общая численность вида признаётся достигшей критического уровня. Известно 6 небольших изолированных популяций.

## Замечания по охране
Вид занесён в Красную книгу СССР (III категория —редкий вид) и, как Neolycaena filipjevi, в Красную книгу России 2001 года (I категория — находящийся под угрозой исчезновения вид). Охраняется в Уссурийском заповеднике, где в разное время и в разных участках высаживались кусты принсепии, на которых сейчас и развивается эта голубянка. Однако за состоянием этих посадок необходим контроль, так как они могут исчезнуть, вытесненные другими растениями. Небольшая популяция бабочки сохраняется в Ботаническом саду-институте ДВО РАН, во Владивостоке, где также высажено несколько кустов принсепии. Уникальные насаждения принсепии существуют и на ключе Кабаний (приток р. Комаковка). Только случайно они не были уничтожены вырубками, связанными с прокладкой новой ЛЭП.